# Patapsicología
La Patapsicología es el punto de vista sobre la mente humana que piensa que no hay lo normal. Su nombre se deriva de la para psicología como un término que engloba a los estudios paranormales pero no está limitado a los fenómenos psicológicos. 
El término apareció primero en los escritos de Robert Anton Wilson quien lo adjudicó a Timothy F.X. Finnegan, fundador de CSICON.